# The International (deportes electrónicos)
The International es un campeonato anual del videojuego Dota 2 patrocinado por la empresa desarrolladora de juegos Valve Corporation. El campeonato se enmarca dentro de los deportes electrónicos. En este torneo participan actualmente dieciocho equipos profesionales, 12 de ellos ingresando por invitación de Valve según los resultados de la serie de torneos Dota Pro Circuit de esa temporada, y los restantes 6 ingresando mediante calificaciones regionales, un puesto respectivamente para Norteamérica, Sudamérica, el Sudeste Asiático, China, Europa y la CEI. El campeón más reciente de estos esports es  Team Spirit. 
El torneo comenzó con el lanzamiento de la versión beta de Dota 2 el 17 de agosto de 2011 en la Gamescom, con un pozo total de 1,6 millones de dólares y con un premio final de un millón de dólares. Posteriormente, se ha realizado una edición cada año, llegando a pasar los 34 millones de dólares en la edición de 2019, siendo el mayor premio jamás entregado en la historia de los videojuegos.
Desde la edición de 2013, la mayor parte del premio viene a estar financiado con base en los mismos jugadores y aficionados de Dota 2, ya que el 25% de sus compras en determinados «kits» que van a parar al premio final, con Valve colocando solo los 1.6 millones de dólares del premio base. Los jugadores que aportan comprando el «kit», reciben a cambio ciertas ventajas cosméticas, exclusivas y muy detalladas propias de la edición de The International de ese año, en función del tamaño del premio final, acumulándose a medida que crece. Los ganadores del campeonato reciben el Aegis of Champions en forma de trofeo.

## Campeones
| Año  | Campeón         | Bolsa (EUROS) | Premio primera posición (USD) | Fecha                           | Sede                          |
| ---- | --------------- | ------------- | ----------------------------- | ------------------------------- | ----------------------------- |
| 2011 | Natus Vincere   | $1,600,000    | $1,000,000 (62.5%)            | 17-21 de agosto                 | Koelnmesse, Colonia           |
| 2012 | Invictus Gaming | $1,600,000    | $1,000,000 (62.5%)            | 31 de agosto al 2 de septiembre | Benaroya Hall, Seattle        |
| 2013 | Alliance        | $2,874,380    | $1,437,190 (50%)              | 7-11 de agosto                  | Benaroya Hall, Seattle        |
| 2014 | Newbee          | $10,923,977   | $5,025,029 (46%)              | 18-21 de julio                  | KeyArena, Seattle             |
| 2015 | Evil Geniuses   | $18,429,613   | $6,634,661 (36%)              | 3-6 de agosto                   | KeyArena, Seattle             |
| 2016 | Wings Gaming    | $20,770,460   | $9,139,002 (44%)              | 3-13 de agosto                  | KeyArena, Seattle             |
| 2017 | Team Liquid     | $24,787,916   | $10,862,683 (44%)             | 7-12 de agosto                  | KeyArena, Seattle             |
| 2018 | OG              | $25,532,177   | $11,234,158 (44%)             | 20-25 de agosto                 | Rogers Arena, Vancouver       |
| 2019 | OG              | $34,330,068   | $15,620,181 (45.5%)           | 20-25 de agosto                 | Mercedes-Benz Arena, Shanghái |
| 2021 | Team Spirit     | $40,018,195   | $18,208,300 (45.5%)           | 7 - 17 de octubre               | Arena Națională, Bucarest     |
| 2022 | Tundra Esports  | $18.930.775   | $8.518.800 (60.2%)            | 14 - 29 de octubre              | Arena Națională, Bucarest     |
| 2023 | Team Spirit     | $1,780,455    | $1,521,362 (45%)              | 12- 29 de octubre               | Climate Pledge Arena          |

## Historia del torneo

### Primeros años
Valve anunció la primera edición de la competición el 1 de agosto de 2011, a la cual fueron invitados 16 equipos de DotA original. A los jugadores se les dio acceso a la versión Beta del juego 2 semanas antes del torneo, el cual serviría como la primera exhibición pública de Dota 2. Valve aprovechó este factor para recibir feedback directo de los jugadores profesionales del más alto nivel.
The International fue transmitido en línea con comentarios en cuatro idiomas: Inglés, chino, alemán y ruso. Todo el torneo fue financiado por Valve, incluyendo el premio principal de 1 millón de dólares. Nvidia suministró el hardware. Se llevó a cabo en la Gamescom en Colonia del 17 de agosto al 21 del mismo. El equipo ucraniano Natus Vincere (NaVi) ganó el primer premio luego de derrotar 3-1 al equipo chino EHOME. 
En mayo de 2012 se confirmó que The International sería un evento anual recurrente. The International 2012 se llevó a cabo en el Benaroya Hall de Seattle, desde el 31 de agosto hasta el 2 de septiembre. Los equipos fueron situados en cabinas de vidrio isonorizadas en medio del escenario principal. El premio seguía siendo el mismo que el año anterior, con un pozo total de 1.6 millones de dólares, del cual se le otorgaría 1 millón al primer lugar y el resto se dividiría entre los equipos restantes. El equipo chino Invictus Gaming ganó el primer premio luego de derrotar 3-2 a los antiguos campeones Natus Vincere en la gran final.

### Financiación de los jugadores
El 6 de mayo de 2013 se anunció que un compendio interactivo que estaría disponible para su compra dentro del juego, detallando y catalogando el progreso del tercer The International. Se añadió una cuarta parte de los ingresos procedentes del compendio de los 1.6 millones de dólares del pozo de premio original para del torneo, extendiendo así las ganancias de los equipos participantes. A través de las ventas de los compendios interactivos, The Internacional recuperó su título anterior como el premio más grande en la historia de los e-sports, con un total de 2.8 millones de dólares, superior al pozo de premios de dos millones de dólares del Campeonato Mundial de League of Legends.
A partir de este método, The International continúo batiendo su propio récord cada año consecutivamente, vendiendo un compendio interactivo a los jugadores para cada edición del torneo. El pozo de premios de la edición de 2019 superó los 34 millones de dólares, de los cuales 15 millones se otorgaron a los campeones del primer lugar.

### Evolución del torneo
Desde la edición de 2017 se extendió la participación de 16 equipos a 18. Hasta la fecha se han llevado a cabo 9 iteraciones del torneo, de las cuales 5 fueron ganadas por equipos europeos, 3 por equipos chinos, y 1 por un equipo norteamericano. En 2019 OG se convirtió en el primer equipo en ganar más de una edición del torneo, además de lograrlo de manera consecutiva.

## Formato
El torneo se juega de manera LAN, mientras que los calificatorios se llevan a cabo en línea.

### Invitaciones
The International cuenta con una serie de torneos previos al evento, conocida como la Dota Pro Circuit (DPC). Los 12 mejores equipos del ranking reciben invitaciones directas a The International según sus resultados finales. Además de las invitaciones directas, se invitan los equipos de CEI, Europa, China, Norteamérica, Suramérica y el Sureste Asiático que hayan ganado sus respectivas calificatorias regionales, lo que resulta en un total de 18 equipos participantes

### Fase de grupos
Entre los 18 equipos se realiza una fase de grupos, la cual consiste en 2 grupos separados de 9 equipos cada uno. Estos se enfrentan en un sistema de todos contra todos, y se les otorga una puntuación que determina su desempeño, basada en la cantidad de partidas ganadas y perdidas. Los 2 equipos que menos puntos hayan obtenido en esta fase son eliminados del torneo, mientras que los restantes 16 avanzan al evento principal.

### Evento principal

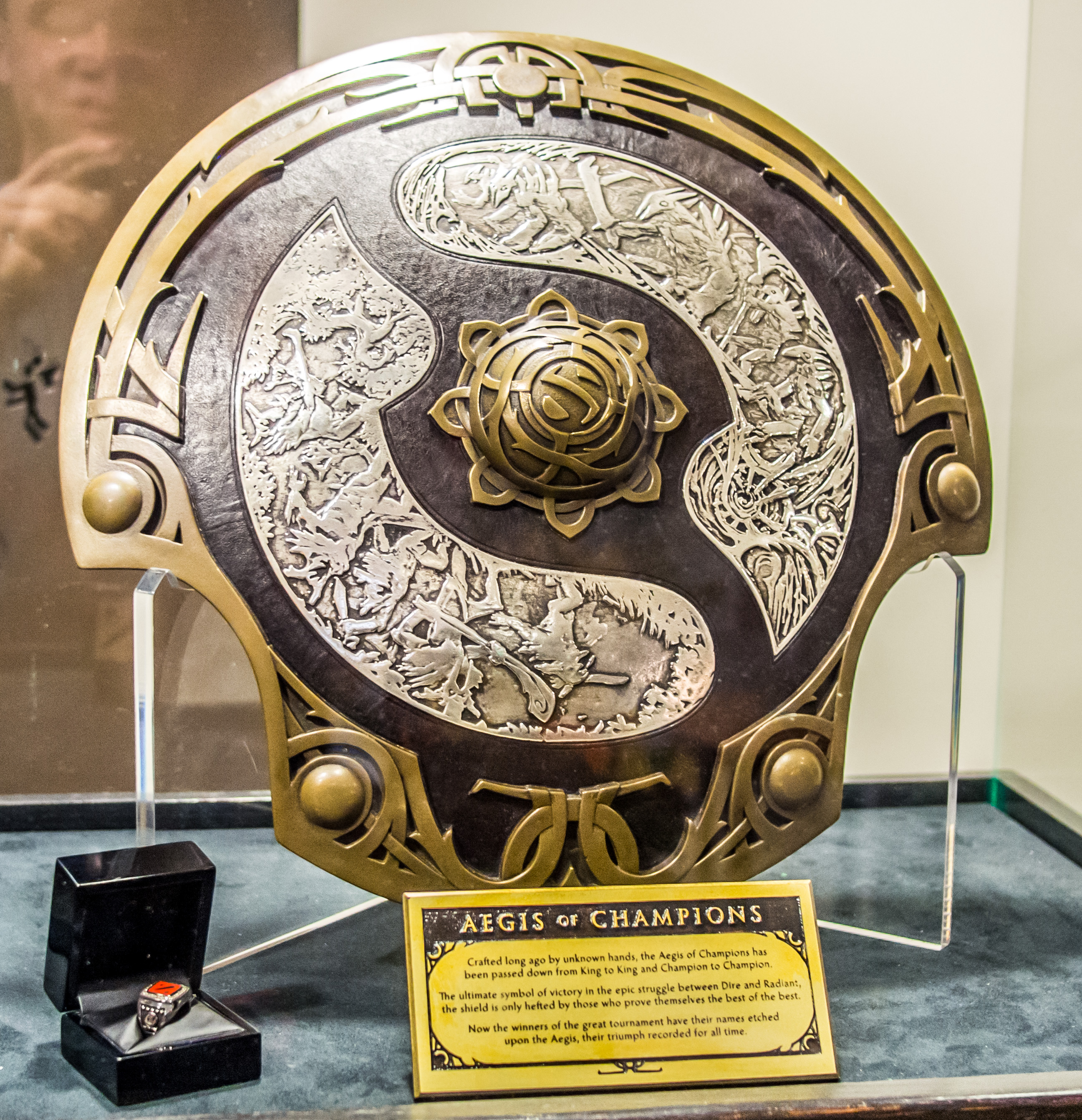
El trofeo Aegis of Champions

El evento principal transcurre propiamente en la sede principal, con audiencia en vivo, y con cada equipo dentro de una cabina isonorizada. Consiste de un torneo de doble eliminación, donde los 4 equipos con mayor puntuación de cada grupo de la fase anterior comienzan en la llave de ganadores, y los 4 equipos con menor puntuación de cada grupo comienzan en la llave de perdedores. Las primeras partidas de la llave de perdedores son de eliminación directa. El resto de las partidas de cada llave se juega en series de mejor de 3, a excepción de la gran final, la cual se juega entre los ganadores de la llave de ganadores y la llave de perdedores en una serie de mejor de 5.

### Trofeo
Los campeones reciben el trofeo Aegis of Champions, y el nombre de cada jugador del equipo es grabado permanentemente en el reverso de este. El Aegis es un escudo inspirado por diseños nórdicos y chinos, y es moldeado a partir de bronce y plata por el estudio de efectos especiales mecánicos Weta Workshop. Se le suele otorgar una réplica en miniatura a los que obtengan un alto nivel en el compendio.
Adicionalmente, los nombres de los equipos ganadores y sus jugadores integrantes quedan grabados permanentemente en la versión virtual del trofeo, la cual es visible en todas las partidas de Dota 2.

## Cobertura mediática
La cobertura de The International se efectúa principalmente a través de Twitch, una plataforma paratransmisiones en vivo de videojuegos. Similar a los deportes tradicionales, la cobertura se lleva a cabo por una selección de organizaciones de deportes electrónicos y profesionales que aportan comentarios en vivo, análisis, predicciones de las partidas, y entrevistas a los jugadores centradas alrededor del evento. Se emiten múltiples transmisiones en diferentes lenguajes, principalmente en Inglés, Ruso, y Chino. 
La última edición, de 2019, superó los 1.9 millones de espectadores a través de múltiples plataformas.

### Documentales
En 2014 se estrenó el documental gratuito Free to Play, producido por Valve, en donde se presenta la participación de tres jugadores de distintas regiones durante la primera iteración de The International en 2011.
En 2016, Valve comenzó la producción de una serie documental episódica llamada True Sight, considerada un sucesor espiritual a Free to Play. Hasta la fecha se han estrenado tres episodios centrados alrededor de The International, presentando las partidas finales del torneo en los años 2017, 2018 y 2019 respectivamente. En ellos se puede observar las interacciones, reacciones, y estrategias de los jugadores de cada equipo durante las partidas y en los espacios intermedios.